# Međunarodni dan nestalih osoba
Međunarodni dan nestalih osoba spomendan je kojim se 30. kolovoza svake godine obilježava sjećanje na osobe koje se smatraju nestalima. U Hrvatskoj se istoga nadnevka obilježava i Dan sjećanja na nestale osobe u Domovinskom ratu.

## O Međunarodnom danu nestalih osoba
Međunarodni dan nestalih osoba proglasila je Organizacija ujedinjenih naroda, a u Hrvatskoj se obilježava od 2006. godine. To je dan sjećanja na sve osobe koje se smatraju nestalima, bez obzira jesu li nestale u ratnim zbivanjima, ili su bile žrtve počinjenih zločina protiv čovječnosti ili kršenja ljudskih prava, te čije sudbine i mjesta ukopa nisu poznati. Nestala osoba je svaka osoba koja se udaljila iz svog uobičajenog okruženja (mjesta prebivališta ili boravišta) protivno svojoj volji ili u skladu sa svojom voljom, ako to s obzirom na njene uobičajene životne navike, ponašanje, socijalne kontakte, profesionalne aktivnosti, nije uobičajeno.

## Vanjske poveznice
Ostali projekti
|  | Wikizvor ima izvorni tekst Deklaracija o nestalim, zatočenim i nasilno odvedenim osobama tijekom Domovinskog rata u Republici Hrvatskoj |

Mrežna mjesta
- Hrvatska nacionalna evidencija nestalih osoba
- Nestale osobe, Ministarstvo hrvatskih branitelja
- Služba traženja, Hrvatski Crveni križ
- Žrtve zločina i nestale osobe, Vlada RH